# Andrew Michael Ramsay
Pour les articles homonymes, voir Ramsay.
Andrew Michael Ramsay ou André-Michel de Ramsay, dit le chevalier de Ramsay, né le 9 juin 1693 à Abbotshall dans le district de Fife en Écosse et mort le 6 mai 1743 à Saint-Germain-en-Laye, est un écrivain, philosophe et franc-maçon écossais, principalement établi en France. Le discours qu'il prononce en 1736 est considéré comme un des textes fondateurs de la franc-maçonnerie en général et de la tradition maçonnique française en particulier.

## Biographie

### Origines
Ramsay évoque ses origines dans une lettre autographe signée et datée du 10 décembre 1716 : il est né à Abbotshall dans le district de Fife en Écosse en juin 1693, fils du révérend Alexander Ramsay et de Jean Orrock, sa seconde épouse ; ses parents le font baptiser, à Abbotshall le 21 juin 1693 ; il a une sœur Jean, née en 1694 et un frère Robert, né en 1696,. Ramsay suit des études à l'université d'Édimbourg, dont il sort diplômé le 9 avril 1707.

### Voyages et jacobitisme
En 1708, il est engagé comme tuteur des enfants de David 3e comte de Wemyss, il quitte son service au début de 1709. Il se rend en Hollande pour rencontrer Pierre Poiret avec lequel il entretient une correspondance. Il profite également de son séjour pour écouter les cours d'Herman Boerhaave érudit connaisseur de langues, botaniste et philosophe. Il quitte la Hollande et se rend à Cambrai ou réside Fénelon, il arrive au mois d’août 1710. Au contact de Fénelon dont il se définit comme un « jeune disciple désorienté », il se convertit quelques mois plus tard au catholicisme. Il quitte Cambrai vers la fin de 1713 pour Blois où il occupe un logement à côté de chez madame Guyon, à laquelle il propose ses services comme secrétaire au début de 1714.

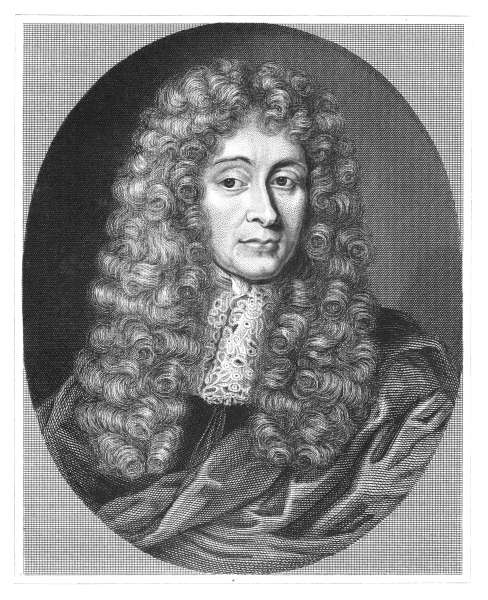
John Erskine - comte de Mar.

Fidèle à la cause de la Maison Stuart, il quitte Blois en septembre 1715 pour l’Écosse accompagné de son ami James Forbes. Il est accueilli avec le grade d'enseigne au sein du régiment d'infanterie levée par le 5e comte de Strathmore, John Lyon qui rejoint une tentative de reconquête des trônes de Grande-Bretagne conduite par le comte de Mar et les plus fervents jacobites. Il participe à la bataille de Preston en novembre 1715, où les troupes jacobites sont vaincues. Il est fait prisonnier et enfermé au manoir de Winton près d'Édimbourg. Fin juin 1716, il embarque sur un navire à Liverpool avec une trentaine de jacobites dont il partage le sort, condamnés à l'exil dans les colonies des Caraïbes et des Amériques. Il monnaie un privilège de circulation sur le navire avec le capitaine évitant ainsi d'être mis aux fers. La longueur du voyage et les perspectives d'exil poussent les prisonniers à fomenter une mutinerie qui aboutit le 3 août 1716 à la prise de contrôle du Hockenhall Galley. L'équipage soumis, le bateau prend la direction de la France ; il accoste au port de Saint-Martin-de-Ré en septembre. En France, Ramsay prend la direction de Bordeaux puis se rend à Avignon où Jacques III est désormais en exil.
De retour à Blois à la fin 1716, il n'y reste que peu de temps avant de repartir pour Paris. Son dernier séjour à Blois s'effectue à la mort de Madame Guyon en juin 1717. A Paris, il devient le précepteur du fils cadet, âgé de 13 ans, du défunt comte René-Ismidon de Sassenage dont la veuve Marie-Thérèse de Sassenage est également une disciple de Fénelon et de madame Guyon. Il quitte le service de cette famille en 1722 et s'installe dans une chambre du couvent des bénédictins anglais au faubourg Saint-Jacques. Il s'active dès lors dans les cercles jacobites et met au service de Jacques III ses amitiés nouées dans la noblesse française pour intervenir auprès du régent et de ses ministres. En récompense de son dévouement, Jacques III intercède pour lui faire obtenir l'ordre de Saint-Lazare et le faire nommer chevalier. Il est reçu le 20 mai 1723 dans la chapelle du couvent des Capucines, il est adoubé chevalier par Jean-Baptiste Bosc, chancelier de l'Ordre. Jacques III lui décerne quelques jours plus tard ses lettres patentes de noblesse, rédigé en français,. En 1723, le duc d'Orléans à la demande du Cardinal Fleury lui octroie une pension de 2 000 livres par an de l'abbaye cistercienne de Signy.
En 1724, Jacques III le nomme tuteur de son fils aîné Charles Édouard Stuart et l’invite à se rendre à Rome, où l'enfant est né. Ramsay s'y rend pour s'acquitter de sa tâche. À la suite de la disgrâce de son parent le comte de Mar, qui lui vaut plusieurs conflits avec d'autres jacobites ainsi qu'avec les ecclésiastiques catholiques qui réprouvent sa trop grande liberté intellectuelle, il sollicite avec insistance l’autorisation auprès de Jacques III de rentrer à Paris dès novembre 1724. Il est de retour en France en février 1725. Les explications qu'il donne par écrit à ses détracteurs qui l'accusent d'avoir démissionné de ses fonctions de précepteur, pour justifier son retour précipité de Rome, lui valent des remontrances écrites de Jacques III qui lui intime « de ne plus livrer à des spéculations oiseuses ». Il retourne à Rome en fin d’année pour plaider sa cause auprès du roi, mais également pour obtenir une élévation de son grade militaire qui s’agrémente d'une augmentation de ses revenus. Jacques III y consent et le nomme en avril 1726, capitaine d'infanterie.
Ramsay s'installe en 1727, à l’hôtel de Sully où il entreprend la rédaction des Voyages de Cyrus qui paraîtront cette même année et qui rencontrent un grand succès.
En 1729, il fait un voyage en Angleterre, qui dure un peu moins d'une année, avec l'intention de faire connaitre ses ouvrages et d'obtenir une reconnaissance publique de ses travaux. À son arrivée il fait imprimer un bulletin qu'il distribue chez des amis qui le font circuler dans les familles nobles de la cour. Il s'appuie, pour assurer sa publicité, sur un réseau de relations et s'active au sein des sociétés anglaise et écossaise. Il est admis à la Royal Society en même temps que Montesquieu, le 11 décembre 1729. En 1730, il est élevé au grade de docteur en droit de l'université d'Oxford, c'est le premier catholique depuis la Réforme à être distingué d'un tel titre. Il est proposé par William King principal du collège Sainte-Marie.
En 1730, il espère entrer à l’Académie française où le siège de Michel Poncet de La Rivière s'est libéré en août. Il sollicite et espère que son réseau d'amitiés lui permette d'atteindre ce but : la duchesse Marie Adélaïde de Gontaut ou encore la marquise de Lambert et la comtesse d'Agenois agissent en sa faveur. La majorité des académiciens choisit l'historien Jacques Hardion. Cet échec satisfait les détracteurs de Ramsay, qui acceptent mal l'entrée d'un Écossais dans le prestigieux cénacle français.
En octobre de la même année, le comte d'Evreux, Henri-Louis de la Tour d'Auvergne, lui confie l'éducation de son neveu Godefroy-Maurice de La Tour d'Auvergne âgé de 11 ans. L'acte d'engagement qui consacre sa qualité de pédagogue est établi devant notaire pour une rente viagère à vie de 3 000 livres et commence à partir de janvier 1731..

### Mort
En 1741, il subit une violente crise d'asthme qui incite son entourage à convoquer un prêtre pour les derniers sacrements. Il s'en remet avec l'aide de son médecin Camille Falconet. Son état s'améliorant il effectue un nouveau voyage à Bouillon en 1742, à son retour il subit un nouvel incident de santé qui lui provoque des paralysies partielles. Jean-Claude-Adrien Helvétius lui prodigue des soins par une nouvelle médication qui semble lui apporter une rémission.
Il meurt le lundi 6 mai 1743 à la suite d'une dernière crise en présence de son cousin Michel Ramsay et de sa femme Marie. Son cœur prend le chemin du monastère de l'Adoration Perpétuelle du Saint Sacrement. Il est inhumé le lendemain dans l'église paroissiale de Saint-Germain-en-Laye lors de funérailles plutôt modestes et en présence de deux francs-maçons, Charles Radclyffe, élu grand maître de la Grande Loge le 27 décembre 1736 au lendemain du prononcé du discours de Ramsay et Alexandre de Montgomerie  qui devient en 1750, grand-maître de la Grande Loge d’Écosse.
La sépulture de Ramsay disparaît lors de la destruction de l'église vers 1766.

### Noces et descendance
En 1735, il épouse Mary Nairne, âgée de 34 ans, fille cadette de David Nairne (1655-1740) jacobite et noble écossais, ; celui-ci souhaite qu'il soit également détenteur d'un titre de noblesse écossais au-delà de son titre de chevalier. Ramsay fait valoir cette requête auprès de ses relations tel que James Hector MacLean qui possède le titre de baronnet ou de la duchesse de Bouillon. Leurs insistances aboutissent le 23 mars 1735 à l'obtention d'un titre de baronnet transmissible à ses héritiers mâles octroyé par le prétendant Jacques François Stuart. Ramsay et son épouse Mary ont deux enfants, un fils Isaac né en 1737 qui meurt à l'âge de trois ans en 1740 d'une infection pulmonaire, et une fille née en janvier 1739, Marie-Catherine-Joseph surnommée « Psyché ». Sa fille meurt à l'age de 14 ans, le 9 janvier 1753 et sa femme s’éteint à 52 ans, entre le 9 et le 10 juillet 1776 après avoir fait don par testament des quelques souvenirs appartenant à son défunt mari.

## Franc-maçonnerie
Le chevalier de Ramsay est initié en franc-maçonnerie au sein de la Horn Tavern Lodge à Westminster en 1730. Cette loge prestigieuse fait partie de celles qui fondent la première Grande Loge d'Angleterre ; plusieurs nobles, membres de cette loge, en deviennent les grands maîtres.
Le discours qu'il prononce le 26 décembre 1736 à la loge de Saint-Jean à Paris, où il semble porter le titre de « grand orateur de l'ordre », fait partie des textes fondateurs de la franc-maçonnerie française,. Il comporte deux parties : une définition du rôle international et humaniste de la franc-maçonnerie, suivie dans la seconde partie de l'exposé des grandes lignes d'une franc-maçonnerie héritière des ordres chevaleresques de l'époque des croisades.
Cette filiation légendaire comme les autres idées développées dans son œuvre eurent une forte influence sur le développement des hauts grades maçonniques français entre 1740 et 1780 ,,.

## Iconographie

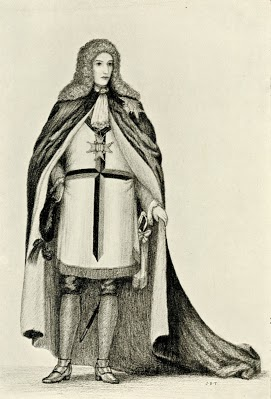
Estampe de l'ouvrage du père Hélyot, portrait imaginaire d'Andrew Michael Ramsay.

Il n'existe pas de gravure ou de portrait du Chevalier de Ramsay, l'estampe qui lui est attribuée comme portrait est celle qui illustre l'ouvrage du père Hélyot en 1721, dans son traité sur les ordres de chevalerie au chapitre de l’ordre de Saint-Lazare dont Ramsay porte le titre de chevalier. Cette association apparait pour la première fois en 1921, dans l'ouvrage d'Arthur Waite, New Encyclopaedia of Freemasonry.

## Publications
- Fénélon, Télémaque : édité et précédé d'un « Discours sur le poème épique » par Ramsay, Paris, 1717, 2 volumes (lire en ligne sur Gallica).
- Histoire de la vie de Messr. François de Salignac de la Motte-Fénelon, archevesque Duc de Cambray, Bruxelles, 1724., lire en ligne sur Gallica.
- Histoire de la vie et des ouvrages de Fenelon, La Haye, 1723.
- Voyages de Cyrus avec un Discours sur la mythologie, Paris, G.-F. Quillau fils, 1727 (BNF 31175634).
  - (en) The travels of Cyrus to which is annexed a discourse upon the theology & mythology of the pagans, London, 1728.
  - Paris, Champion, 2002.
- (en) Poems, Edinburgh, 1728.
- Histoire de Turenne, Paris, 1735 (lire en ligne : tome I, tome II).
- Principes philosophiques de la religion naturelle et révélée, 1749 (posthume).